# Ethiopica micrana
Ethiopica micrana är en fjärilsart som beskrevs av Embrik Strand 1921. Ethiopica micrana ingår i släktet Ethiopica och familjen nattflyn. Inga underarter finns listade i Catalogue of Life.